# Judith Resnik
Judith Arlene Resnik, född 5 april 1949 i Akron, Ohio, död 28 januari 1986, var en amerikansk astronaut uttagen i astronautgrupp 8 den 16 januari 1978.

## Tidigt liv och utbildning
Judith Resnik visade en exceptionell intelligens från ung ålder och utmärkte sig inom matematik och musik under sin skoltid, hon tog examen från high school som klassens bästa elev. Resnik fortsatte sina studier vid Carnegie Mellon University, där hon inledningsvis avsåg att studera matematik som huvudämne, men senare bytte till elektroteknik. Hon tog en doktorsexamen i elektroteknik från University of Maryland.

## Karriär vid NASA
Efter att ha avslutat sin doktorsexamen rekryterades Resnik till NASA 1978, efter en rekryteringskampanj där NASA aktivt sökte efter kvinnliga kandidater, vilket delvis var en ansträngning initierad av skådespelerskan Nichelle Nichols. Resnik deltog i sin första rymdresa ombord på rymdfärjan Discovery 1984 som en del av STS-41D-besättningen. Under detta uppdrag hjälpte hon till att distribuera flera satelliter och genomförde experiment med en solpanel.

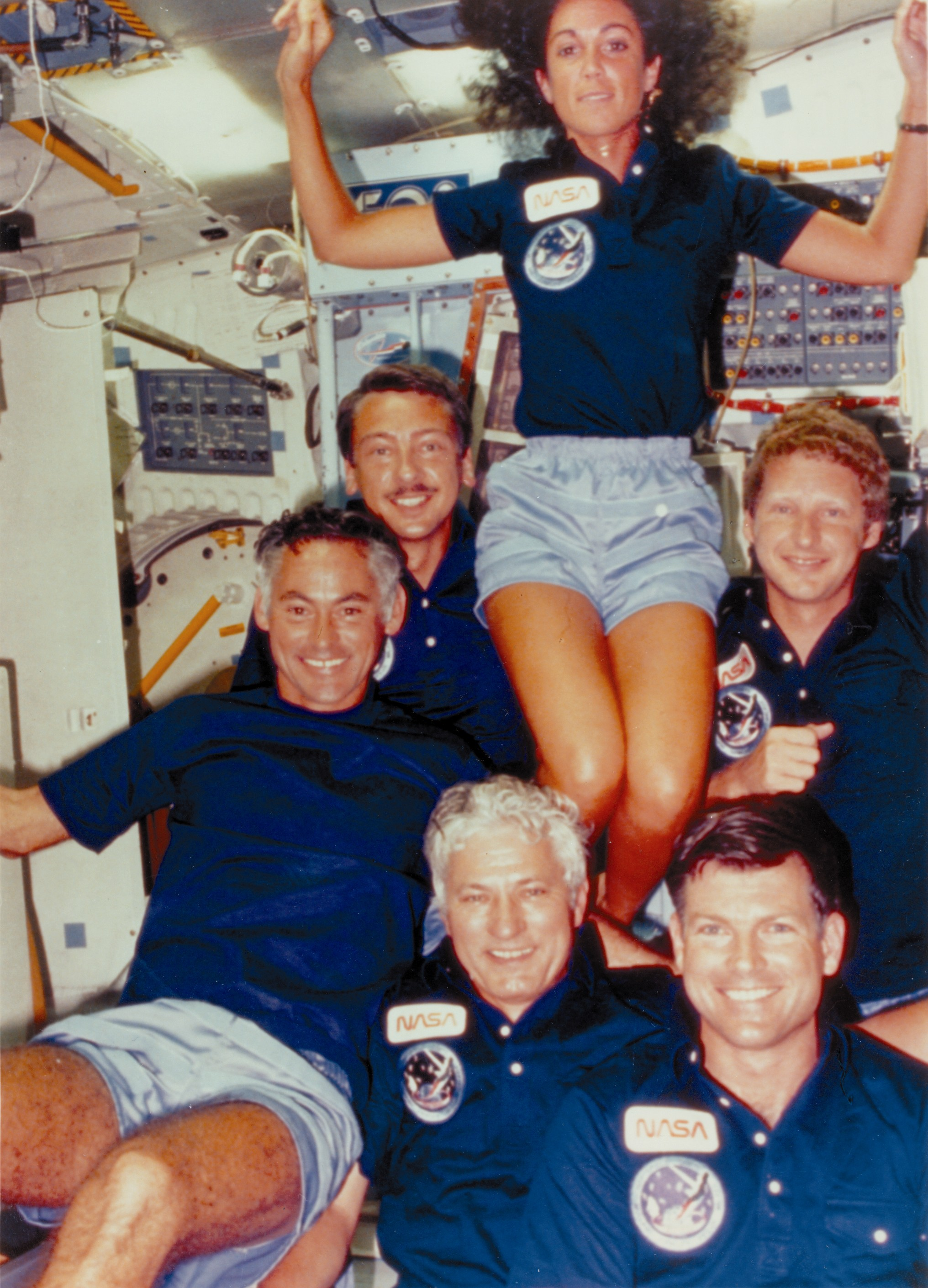
Resnik tillsammans med övrig Discovery-besättning under STS-41-D-uppdraget.

## Challenger-katastrofen
Resnik var en del av STS-51-L-uppdraget, som hade flera syften inklusive utplacering av en kommunikationssatellit. Rymdfärjan Challenger slets sönder 73 sekunder efter start den 28 januari 1986. Alla sju besättningsmedlemmar omkom i katastrofen. 
Kommissionen som utredde olyckan med rymdfärjan Challenger, känd som Rogers Commission, kom fram till att huvudorsaken till olyckan var ett fel i en fog i höger raketmotors nedre del. Detta fel ledde till att heta gaser läckte ut och orsakade en kedjereaktion som resulterade i att externa tanken brast och Challenger förstördes. Kommissionen identifierade även brister i NASA:s beslutsfattande och säkerhetskultur som bidragande faktorer till katastrofen. Kommissionen rekommenderade omfattande ändringar i både design och hantering av säkerhetsprotokoll för att förbättra säkerheten i framtida rymdfärder.
Effekten av katastrofen var omfattande, inte bara för de drabbade familjerna utan även för NASAs rymdprogram, den ledde till omfattande översyner av säkerhetsprotokoll och design hos NASA, och en paus i rymdfärjeuppskjutningar under nästan tre år medan dessa problem åtgärdades.

## Arv och eftermäle
Resnik var känd för sitt engagemang, sin intelligens och sitt pionjärarbete. Hon var den fjärde kvinnan, andra amerikanska kvinnan, och den första judiska kvinnan i rymden. 
Nedslagskratern Resnik på månen, samt asteroiden 3356 Resnik är uppkallade efter henne.
2004 tilldelades hon Congressional Space Medal of Honor.

## Rymdfärder
- STS-41-D
- STS-51-L